# Natriumbromaat
Natriumbromaat is een anorganische verbinding (zout) met natrium, met als brutoformule NaBrO3. Het is een kleurloze tot witte vaste stof, die optreedt als sterke oxidator en hevig reageert met brandbare en reducerende stoffen, brandstoffen, metaalpoeder, vet en zwavelhoudende stoffen, waardoor brand- en ontploffingsgevaar ontstaat.

## Synthese
Natriumbromaat kan gemaakt worden uit natriumcarbonaat en dibroom met gebruik van dichloor als oxidator.
{\displaystyle {\ce {6 Na2CO3 + Br2 + 5 Cl2 -> 2 NaBrO3 + 10 NaCl + 6 CO2}}}
Een andere route is:
{\displaystyle {\ce {3Br2 + 6NaOH <=> 5NaBr + NaBrO3 + 3H2O}}}